# Andrew Cartmel
Andrew Cartmel (1958) es un escritor y periodista británico, y antiguo editor de guiones de Doctor Who. También trabajó como editor de guiones en otras series de televisión, así como de editor de revistas, escritor de cómics, conferenciante de estudios cinematográficos y novelista.

## Biografía
Cartmel hizo un post-graduado en estudios informáticos y trabajó en diseño asistido por ordenador para Shape Data Ltd (actualmente UGS Cor) en Cambridge, Inglaterra, a mediados de los ochenta. Después se dirigió a la escritura y logró conseguir un agente gracias a dos guiones no producidos, asistiendo también a talleres de la unidad de guiones dramáticos de BBC Television.
A finales de 1986, cuando tenía veintimuchos años, Cartmel fue contratado como editor de guiones de la 24ª temporada de la icónica serie de ciencia ficción Doctor Who, después de que el agente de John Nathan-Turner le recomendara tras ver algunos guiones inéditos que Cartmel había escrito. Cartmel trabajó en la serie las tres últimas temporadas de su etapa clásica, entre 1987 y 1989. Trajo a nuevos guionistas jóvenes, y a pesar del descenso de las audiencias, intentó llevar la serie por un nuevo camino creativo.
El legado más significativo de su nueva dirección es el llamado "Plan Maestro de Cartmel", una historia de fondo que desarrolló junto a otros guionistas que se proponía devolver algo del misterio a la historia personal del Doctor y que hubiera podido explicar exactamente quién era. Aunque se dejaron pistas en las tres temporadas en que trabajó Cartmel, las revelaciones propuestas jamás se materializaron en pantalla al cancelarse la serie en 1989.
Cuando la producción de Doctor Who se puso en descanso indefinido, Cartmel se convirtió en editor de guiones de la popular serie médica de la BBC Casualty durante una temporada. En los noventa, escribió tiras cómicas para Judge Dredd Magazine y Doctor Who Magazine y tres novelas de Doctor Who para la colección New Adventures. En esa colección se reutilizaban elementos del "plan maestro" como parte de la historia del Doctor, sobre todo en la última novela del Séptimo Doctor, Lungbarrow, escrita por Marc Platt.
En 1999 se publicó su primera novela original, The Wise. El mismo año, se convirtió en editor de la revista de ciencia ficción Starbust, aunque el trabajo fue corto y dejó la revista en 2000.
Desde entonces ha escrito varias obras de ficción de Doctor Who: en 200, Winter for the Adept, un audiodramático para Big Finish Productions; en 2003, Foreign Devils, una novela para Telos Publishing; y, en 2005, Atom Bomb Blues, una novela para BBC Books. Desarrolló un guion para la tercera temporada de Torchwood titulado The Jinx, pero de desechó cuando cambió el formato de la serie. En 2010, Cartmel trabajó como editor de guiones de la línea The Lost Stories de Big Finish Productions, supervisando la adaptación de ideas de historias creadas para la temporada 27 de la serie y más allá. Además de editar las cuatro historias de la "Temporada 27", Cartmel escribió dos guiones (Crime of the Century y Animal, y coescribió un tercero, Earth Aid, junto a Ben Aaronovitch.
Además de Atom Bomb Blues, en 2005 publicó Script Doctor- The Inside Story of Doctor Who 1986-8900, un relato de su trabajo en la serie Doctor Who; Through Time: An Unofficial and Unauthorised History of Doctor Who; y dos novelas spin-offs de 2000 AD, Judge Dredd: Swine Fever y Srontium Dog: Day of the Dogs. Cartmel también ha escrito una novela ambientada en el mundo de la serie de televisiónThe Prisoner de Patrick McGoohan. La novela, publicada el 15 de febrero de 2008, se titula Miss Freedom.
Temáticas y técnicas comunes en las novelas de Cartmel incluyen: derechos de los animales, el uso de perspectivas animales, y uso extendido de metáforas de comportamiento animal. Estos elementos aparecen en las tres New Adventures, la novela original The Wise, la novela de Judge Dredd Swine Fever y el audiodramático Animal.
En 2001, Cartmel regresó brevemente a televisión como editor de guiones de la segunda temporada de la serie de fantasía y aventura de Channel 5 Dark Night, escribiendo el que fue el último episodio de la serie.
Su primera obra teatral, End of the Night, un thriller de tono gótico, la produjo Long Shadow Productions en el verano de 2003.

### Cómics
- Doctor Who (in Doctor Who Magazine #164-166, 175-178, 180 & 188-190, 1990–92)
- Doctor Who: Evening's Empire (in Doctor Who Classic Comics Autumn Holiday Special 1993)
- Judge Dredd (in Judge Dredd Megazine vol. 3 #11-12, 1995)
- Doctor Who: Phantom Freight (in Doctor Who Fan Fiction Illustrated as a special guest author, upcoming)

### Novelas
- Doctor Who: Cat's Cradle: Warhead (1992)
- Doctor Who: Warlock (1995)
- Doctor Who: Warchild (1996)
- The Wise (1999)
- Judge Dredd: Swine Fever (2005)
- Strontium Dog: Day of the Dogs (2005)
- Doctor Who: Atom Bomb Blues (2005)
- The Prisoner: Miss Freedom (Published February 2008)
- Doctor Who: Foreign Devils (2002)

### Historias en audio
- Doctor Who: Winter for the Adept
- Doctor Who: Crime of the Century (2011)
- Doctor Who: Animal
- Doctor Who: Earth Aid (2011) co-written with Ben Aaronovitch.